# 清水正之 (造園家)
清水 正之（しみずまさゆき、1931年7月2日 - 2016年5月12日）は、日本の地方公務員、造園家。元大阪府理事、元大阪芸術大学教授、元NPO国際造園研究センター理事長、日本イエメン友好協会理事長など歴任。農学博士（東京大学、1997年）。

## 経歴
1954年東京大学農学部農学科を卒業。北村徳太郎に師事。同年大阪府庁入庁。農林部林務課勤務。1957年大阪府土木部計画課勤務で以降の府営公園整備や府内の自然公園に関わる、1963年土木部服部緑地管理事務所主査、1964年土木部公園課施設係長、1972年南部公園事務所長、1977年大阪芸術大学芸術学部非常勤講師、1978年からイエメン国でJune13公園の設計や首都サナアの緑化・レクリエーション地計画・駐車場配置計画策定指導などに尽力、1979年土木部公園課長、1985年社団法人大阪府公園・都市緑化協会理事長、1986年財団法人国際花と緑の博覧会協会事務次長を歴任し、1988年に大阪府を退職。1989年から大阪芸術大学芸術学部環境計画学科教授就任。1994年には同学科長、2002年に同大学を退職し、同年から同大学客員教授。この他1992年財団法人日本修景協会理事/大阪・和歌山支部長、1993年社団法人に日本造園学会関西支部監事・支部長や、1995年阪神・淡路大震災後の実情調査の陣頭指揮、日本造園学会評議員、大阪府公園緑地技術者協議会会長などをつとめた。
1986年日本公園緑地協会北村賞受賞。1996年都市緑化功労賞建設大臣表彰。1999年日本公園緑地協会佐藤国際交流賞。2002年日本造園学会上原敬二賞受賞。2009年秋の叙勲で瑞宝小綬章を受章。
2016年5月12日、心室性不整脈のため死去。
著書に『英国の庭園』（監修 ; 「英国の庭園」出版委員会 編著	環境緑化新聞・インタラクション 2007年）など。